# Dongla
Dongla (chinesisch 东拉乡, Pinyin Dōnglā Xiāng) ist eine Gemeinde im Kreis Gonggar des Regierungsbezirks Shannan im Autonomen Gebiet Tibet der Volksrepublik China. Der Gemeindecode ist 542223202, die Fläche beträgt 363,2 Quadratkilometer und die Einwohnerzahl beträgt 3877 (Stand: Zensus 2010).
Der Gemeinde unterstehen die sechs Dörfer Gongga, Dongla, Gangba, Yuqu, Zhilong und Jiqiong.